# Canoa (película)
Canoa: memoria de un hecho vergonzoso es una película mexicana dramática, realizada en 1976 y dirigida por Felipe Cazals. Está basada en una tragedia ocurrida el 14 de septiembre de 1968 en el poblado de San Miguel Canoa en el estado de Puebla.

## Sinopsis
Cinco jóvenes empleados de la Benemérita Universidad Autónoma de Puebla se dirigen a escalar el volcán La Malinche, pero debido al mal tiempo no tienen éxito y tienen que refugiarse en un pueblo cercano llamado San Miguel Canoa (de allí el nombre de la película). Debido a la paranoia religiosa vivida en el pueblo en gran medida incitada por el párroco local, el pueblo los confunde con comunistas y deciden lincharlos. La historia es contada a través de diferentes saltos en el tiempo, haciendo que en ocasiones el filme se asemeje a un documental.
En la primera parte un periodista en la Ciudad de México recibe el cable desde Puebla de la tragedia sucedida en la madrugada del 15 de septiembre de 1968, en el que desde Puebla le dan a conocer la versión de que los jóvenes empleados fueron linchados. Según pretendían izar una bandera rojinegra en la iglesia, a lo que el periodista reacciona aprobando el linchamiento. Posteriormente, aparece el sepelio dentro del Edificio Carolino en la ciudad de Puebla en total silencio, y después se observa el entierro de los jóvenes en medio de la protesta popular; al pasar por la Catedral de Puebla, el cortejo fúnebre se cruza con el desfile del Día de la Independencia de México del 16 de septiembre de 1968, a unos cuantos días de la Matanza de Tlatelolco, estando en su apogeo el movimiento estudiantil. Posteriormente, se realiza la presentación de la película en medio de imágenes verídicas de los cuerpos sin vida de los estudiantes en Canoa, rodeados por militares y gente del pueblo horas después de ocurrido el linchamiento.

## Localización
Como Felipe Cazals no pudo filmar en el lugar donde ocurrió la masacre, tuvo que hacerlo en el pueblo de Santa Rita Tlahuapan, pagando 14 mil pesos semanales al cura del pueblo.

## Reparto
- Enrique Lucero — Cura Enrique Meza
- Salvador Sánchez — El testigo
- Ernesto Gómez Cruz — Lucas
- Roberto Sosa Sr. — Julián González Báez
- Arturo Alegro — Ramón Calvario Gutiérrez
- Carlos Chávez — Miguel Flores Cruz
- Jaime Garza — Roberto Rojano Aguirre
- Gerardo Vigil — Jesús Carrillo Sánchez
- Rodrigo Puebla — Pedro
- Manuel Ojeda — El que trata de detener el linchamiento
- Malena Doria — Ama de llaves del cura
- Flor Trujillo — Sobrina de Pedro
- María de los Ángeles Rodríguez — Sobrina de Pedro
- Gastón Melo — El sacristán
- Jorge Fegán — Comandante
- Sergio Calderón — Presidente municipal
- Juan Ángel Martínez — El comisario
- Alicia del Lago — La esposa de Lucas
- Guillermo Gil — Representante del ejército
- Salvador Garcini — Linchador
- Maricruz Nájera — Pueblerina en iglesia
- Juan López Moctezuma — Narrador

## Comentarios
Este filme ocupa el lugar 14 dentro de la lista de las 100 mejores películas del cine mexicano, según la opinión de 25 críticos y especialistas del cine en México, publicada por la revista somos en julio de 1994.

## Premios y reconocimientos
- En 1976 Felipe Cazals ganó el Oso de Plata de Berlín del Premio especial del jurado.
- En 1976 Felipe Cazals fue nominado al Oso de Oro de Berlín, que en ese año ganó Buffalo Bill and the Indians, or Sitting Bull's History Lesson dirigida por Robert Altman y protagonizada por Paul Newman. Ese mismo año, también fue nominado al Ariel de Oro por la Academia Mexicana de Artes y Ciencias Cinematográficas.
- En 2017 se presentó la versión digitalmente restaurada de película en el Festival Internacional de Cine de Berlín